# Hiallelgon jeanneli
Hiallelgon jeanneli är en kräftdjursart som beskrevs av Paulian de Felice 1945. Hiallelgon jeanneli ingår i släktet Hiallelgon och familjen Eubelidae. Inga underarter finns listade i Catalogue of Life.